# Kanton Besançon-4
Kanton Besançon-4 (francouzsky Canton de Besançon-4) je francouzský kanton v departementu Doubs v regionu Burgundsko-Franche-Comté. Tvoří ho sedm obcí. Zřízen byl po reformě kantonů 2014.

## Obce kantonu
- Besançon (část)
- Braillans
- Chalèze
- Chalezeule
- Champoux
- Marchaux-Chaudefontaine
- Thise